# Heinrich Leonhard Schurzfleisch

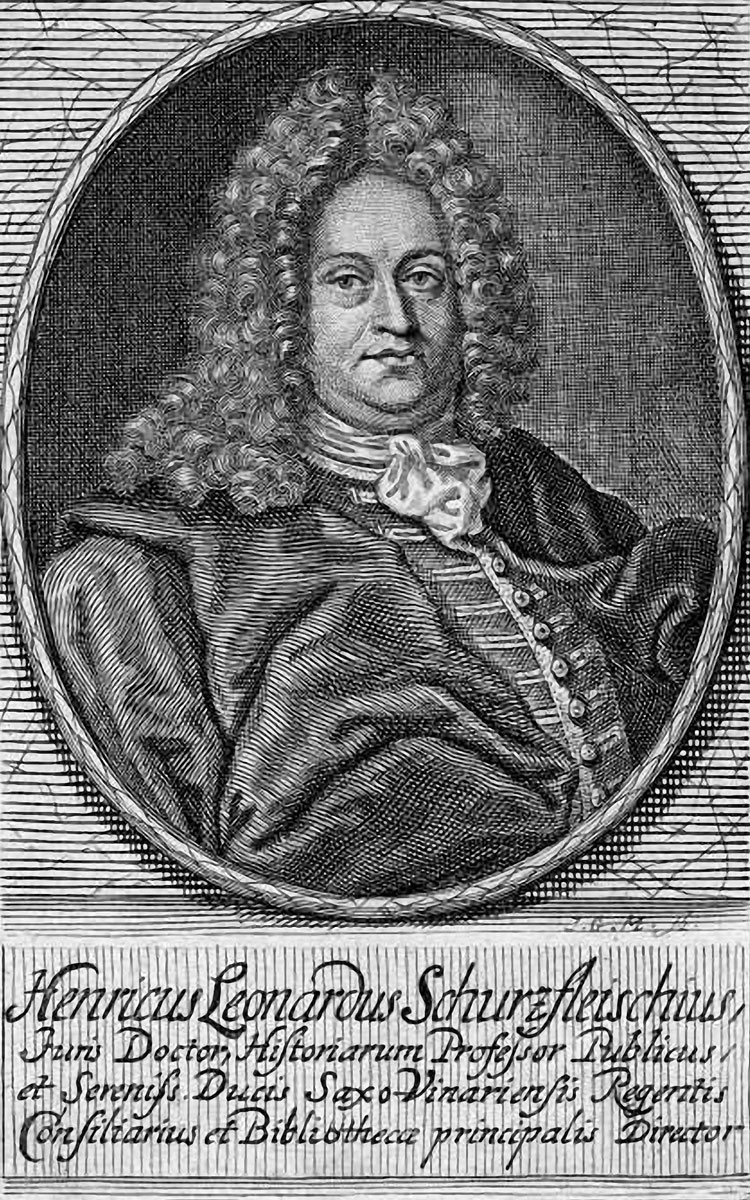
Heinrich Leonhard Schurzfleisch

Heinrich Leonhard Schurzfleisch (auch: Schurtzfleisch; * 11. November 1664 in Korbach; † 13. Juli 1722 in Weimar) war ein deutscher Jurist, Historiker und Bibliothekar.

## Leben
Heinrich Leonhard Schurzfleisch wurde 1664 in Korbach, Waldeck, als Sohn des einstigen Hofpredigers des Grafen von Waldeck und nachmaligen Schulrektors Johann Schurzfleisch (* 1609 in Wildungen; † 1669 in Korbach) und seiner Frau Anna Gutta Benigna (geb. Fulder) geboren. Er besuchte die Schule und das Gymnasium seiner Geburtsstadt. Im Alter von siebzehn Jahren immatrikulierte er sich am 11. Oktober 1681, noch minderjährig, an der Universität Wittenberg, wo sein Bruder Konrad Samuel Schurzfleisch als Professor tätig war. 1688 wechselte er an die Universität Jena, wo er sein Studium der Rechtswissenschaften fortsetzte. 1692 wurde Kanzleiadjunkt und Assessor der Verwaltung des Landkreises Waldeck und unternahm 1695 eine Bildungsreise, die ihn an verschiedene Universitäten unter anderem in Frankreich und Holland führte.
So hatte er Johann Georg Graevius in Utrecht, Jakob Gronovius, Jacob Perizonius und den Rechtswissenschaftler Philipp Reinhard Vitriarius in Leiden kennengelernt. 1697 promovierte er an der Universität Franeker zum Doktor der Rechte. Bald betätigte sich Schurzfleisch literarisch wieder in Wittenberg. Er setzte sich mit der römischen Geschichte auseinander, auch mit der Münzkunde, der Genealogie, der Heraldik, mit Diplomatie, Antiquitäten, Mathematik und den modernen Fremdsprachen (französisch und englisch). Da sein Leistungsspektrum für die Wittenberger Hochschule durchaus interessant wurde, nahm man ihn am 12. März 1701 als Adjunkt an die philosophische Fakultät der Wittenberger Hochschule auf. Er erwarb sich in diesem Zusammenhang am 27. April 1702 den akademischen Grad eines Magisters der Philosophie, wurde im selben Jahr Substitut seines Bruders und nach dessen Tod ordentlicher Professor der Geschichte. Noch im selben Jahr 1708 wurde er als Nachfolger seines Bruders Bibliotheksdirektor in Weimar. Seine Wittenberger Professur behielt er bei, lehrte hier vor allem die Welt- und Kirchengeschichte.
Obwohl er sich sowohl als Dekan der philosophischen Fakultät, als auch im Sommersemester 1710 als Prorektor der Alma Mater an den organisatorischen Aufgaben der Wittenberger Hochschule beteiligt hatte, wurde ihm mancher Stein in der Bewältigung seiner Aufgaben in den Weg gelegt. Daher legte er 1713 seine Wittenberger Professur nieder, wozu er vollständig nach Weimar zog und den Titel eines Oberkonsistorialrates erhielt. Nach seinem Tod, wurde er am 13. Juli 1722 in Weimarer Jakobskirche begraben.
Die etwa 8400 Bände umfassende Privatbibliothek der Schurzfleisch Brüder, ging nun in den Bestand der Sammlungen der Weimarer Hofbibliothek über, nachdem ihr Verkauf an den Landesherren noch zu Lebzeiten Schurzfleischs gescheitert war. Herzog Ernst Wilhelm war nicht bereit gewesen, den geforderten Kaufpreis zu bezahlen, sondern hatte stattdessen erklärt, die Anstellung Schurzfleischs sei nur unter der Bedingung der Überlassung seiner Bibliothek an den Weimarer Hof nach seinem Ableben erfolgt, wofür allerdings schriftliche Belege fehlten. Bevor die daraufhin von Schurzfleisch eingeleitete Versteigerung der Bibliothek erfolgen konnte, wurde sie – wohl rechtswidrig – beschlagnahmt. Vergleichsweise wurde den Erben Schurzfleischs dann schließlich etwa 1/10 ihres tatsächlichen Werts bezahlt. 
Die Bibliothek bildete einen wesentlichen Grundstock der Weimarer Hofbibliothek, die später als Herzogin Anna Amalia Bibliothek eine ausgezeichnete Bedeutung erlangte. Jedoch wurden wertvolle Stücke der Sammlung 2004 bei einem Brand zerstört.

## Werke (Auswahl)
- Historia ensiferorum ordinis Teutonici Livonorum. Wittenberg 1701 (Digitalisat in der Google-Buchsuche).
- Annus Romanorum Julianus. Wittenberg 1704.
- Hroswithae, Illustris Virginis natione Germanicae, Gente Saxonica ortae, in monasterio Gandesheimensi qvondam religiosae Sacerdotis, Opera : Partim soluto, partim vincto sermonis genere ab ea conscripta duobus abhinc seculis a Conrado Celte formis primum expressa, nunc denuo, multorum rogatu, ad usum publicum recognita, et ab inficeto scribendi more repurgata / Cura et studio Henrici Leonardi Schvrzfleischii. Accessit eiusdem Praefatio, cum adiecto Indice. Wittenberg 1707 (Online), (Alternativ), 2. Auflage 1717.
- Notitia bibliothecae principalis Vinariensis. 1712.
- Acta literaria quibus anecdota animadversionum spicilegia ... comprehenduntur. H.L. Schurzfleischius ed. et insertis e schedis b. fratis elogiis atque observationibus illustr. 1714.
- Doctrina temporum, optime faciens ad explicandum annum Romanorum Iulianum ... Accesserunt, Fasti marmorei, et Calendarium Constantii Imperatoris, etc. 1717.

Herausgeberschaften
- Epistolae arcanae. Halle 1711 (Digitalisat in der Google-Buchsuche).

## Weblink
- Druckschriften von und über Heinrich Leonhard Schurzfleisch im VD 17.